# 18462 Riccò
18462 Riccò là một tiểu hành tinh vành đai chính với chu kỳ quỹ đạo là 1804.5564147 ngày (4.94 năm).
Nó được phát hiện ngày 26 tháng 8 năm 1995.